# EXACTO
EXACTO är en förkortning för EXtreme ACcuracy Tasked Ordnance. Det är ett projekt som startades av amerikanska företaget DARPA 2008. Målet är att utveckla en självstyrande kula för extremt prickskytte till militära ändamål. Systemet består av .50 kaliber ammunition som ändrar kurs och kan korrigera kursen fram till målet under flygtiden. Enligt DARPA så kan den här tekniken vara särskilt användbar för prickskyttar som behöver skjuta under svåra väderförhållanden. I en video som DARPA har släppt så visas en testskjutning den 25 februari 2014 och den 21 april 2014 där man kan se hur målet träffas trots att siktet "ligger" lite vid sidan om målet.
Det längsta skottet någon gjort med ett prickskyttegevär var 2430 meter 2002, och med EXACTO systemet kommer det bli möjligt att göra ännu längre skott som träffar målet.